# محمد علوی (مهندس هسته‌ای)
محمد علوی یک مهندس هسته‌ای ایرانی و یکی از کارکنان سابق در پالو ورده، بزرگترین نیروگاه هسته‌ای در ایالات متحده بود. او به مدت ۵۴ روز توسط دادگاه آمریکا در زندان بود.
او در ۸ آوریل ۲۰۰۷ در پای یک هواپیما در لس آنجلس دستگیر شد. او به ایالات متحده با همسر خود برای تولد اولین فرزند خود بازگشته بود.
وزیر امور خارجه ایران در نامه‌ای به مقامات ایالات متحده خواستار آزادی فوری علوی شدند.